# Oscar Willis
Oscar Willis Layne (Ciudad de Panamá, 12 de junio de 1918 - 24 de febrero de 2016) fue un ciclista panameño que representó a Panamá en varios campeonato regionales.

## Biografía
Layne nació en la Ciudad de Panamá el 12 de junio de 1918, de padres barbadenses. Es ganador de tres medallas de oro, de los Juegos Centroamericanos y del Caribe de 1938, 1946 y 1950. El 30 de mayo de 2002, el alcalde de la Ciudad de Panamá, Juan Carlos Navarro, le entregó las llaves de la ciudad. Oscar Layne murió el 24 de febrero de 2016, a la edad de 97 años.